# Esperit del Nadal
L'Esperit del Nadal és el cabut encarregat d’inaugurar tot un seguit de pessebres al centre de Barcelona i d'estrenar oficialment les festes nadalenques de la ciutat. Pertany a l'Associació de Pessebristes de Ciutat Vella i és la primera peça d’imatgeria festiva que ha adquirit l'entitat.

## Descripció
El capgròs té la singularitat de portar un pessebre al cap, sota el barret, que es renova cada any. Només el mostra quan acaba la dansa o quan inaugura algun pessebre. També porta a la mà el Bastó de Nadal, de quatre colors –que fan referència a les quatre estacions– i amb dotze cintes que representen els mesos del l’any.
L’Esperit del Nadal va acompanyat d’un seguici format per un grup de músics amb instruments tradicionals catalans, que interpreten peces nadalenques, i dotze balladors d'un esbart barceloní que representen els mesos de l'any. També té una dansa pròpia, amb una coreografia composta per Montserrat Garrich i Anna Bigas. El 2013 es van incorporar unes peces noves al seu seguici: quatre personatges que representen a les estacions de l'any.

## Història
La construcció de l’Esperit de Nadal va ser iniciativa de l'Abel Plana, president i fundador de l'Associació de Pessebristes de la Ciutat Vella, que volia una figura vinculada a aquestes dates per a animar els pessebres i més actes d'aquestes festes. L'encarregaren a l’artista Jordi Grau, del Taller el Drac Petit de Terrassa, que l'enllestí el 2012. Del vestit, se n’encarregà Montse Ginesta.
El 30 de novembre de 2012 es presentà el nou capgròs als barcelonins i des d’aleshores surt cada any només quan s'acosta Nadal, moment en què participa en cercaviles pels barris de la ciutat, animant mercats, places i carrers. També es deixa veure en més actes nadalencs barcelonins, com ara en l'encesa de l'enllumenat decoratiu, el sorteig dels patges reials de la cavalcada de Reis i la cavalcada mateix, moment que aprofita per acomiadar-se dels ciutadans fins a l’any vinent.